# Järstads distrikt
Järstads distrikt är ett distrikt i Mjölby kommun och Östergötlands län. 
Distriktet ligger öster om Skänninge. 

## Tidigare administrativ tillhörighet
Distriktet inrättades 2016 och utgörs av en del av området som Skänninge stad omfattade till 1971, delen som före 1952 utgjorde Järstads socken.
Området motsvarar den omfattning Järstads församling hade vid årsskiftet 1999/2000.